# Creu de terme (Pontós)
La Creu de terme és una obra de Pontós (Alt Empordà) inclosa a l'Inventari del Patrimoni Arquitectònic de Catalunya. Situada dins del nucli urbà de la població de Pontós, a la banda de migdia del terme, a la plaça dels Germans Maristes, a la cantonada amb el carrer de la Creu.

## Descripció
Creu de pedra formada per un basament de planta hexagonal, que presenta una motllura decorativa a la part superior i un escut ornamentat en una de les seves cares que està gravat amb la data 1598. Damunt seu s'assenta el fust, de planta octogonal i que presenta un basament rectangular motllurat i decorat amb petites aplicacions. El fust, completament llis, està coronat per un senzill capitell decorat amb una sola motllura. Damunt seu hi ha la creu, llatina i amb la imatge de Jesucrist crucificat. El conjunt està envoltat per una jardinera metàl·lica.

## Història
La primera menció documental que es té de la creu és de l'any 1904, quan l'alcalde de Pontós, Baldiri Hera, d'acord amb el Germans Maristes, va traslladar la creu per poder donar més espai per a la circulació dels carruatges.
Després de la Guerra civil, sent alcalde Narcís Granollers, es va recuperar el fus amb el peu i posar-hi una creu de ferro. Posteriorment vers el 1969 mitjançant un subscripció popular que recollí 8.348 pessetes, l'alcalde Sebastià Quer refé la creu de pedra aprofitant el que quedava del fus i del peu.
A principis del segle xxi, amb motiu de la renovació de la plaça, es va guardar uns anys fins que, l'any 2007, durant l'alcaldia de Narcís Algam, es va emplaçar en el lloc actual.